# Bénédict de Tscharner
Bénédict de Tscharner, né le 18 juillet 1937 à Trub et mort le 12 novembre 2019 à Genève, est un diplomate et écrivain suisse.

## Biographie
Après les écoles à Lützelflüh et à Berthoud, il passe sa maturité à Bâle, puis étudie le droit à l'université de Bâle. En 1961 il obtint son doctorat en droit avec une thèse de droit international public.
De 1958 à 1960, Bénédict de Tscharner exerce la fonction de secrétaire central de l'Union européenne de Suisse. Après une brève activité à l'étude d'avocats Charles Pictet & Raymond Vernet à Genève, il entre au Département politique fédéral (DPF) en 1963. De 1963 à 1964, il exerce la fonction d'attaché à la délégation suisse à Berlin, puis entre à la division du commerce du département fédéral de l'économie publique (DFEP) en tant que collaborateur scientifique (négociations dites du « Kennedy-Round » du GATT).
En 1967, Bénédict de Tscharner est envoyé comme secrétaire d'ambassade à la mission suisse auprès des Communautés européennes (CE) à Bruxelles ; en 1970, il est nommé chef du bureau de l'intégration du DPF/DFEP où sa tâche principale concerne les négociations sur l'accord de libre-échange entre la Suisse et la CEE de 1972. De 1973 à 1975, il occupa le poste de conseiller économique et social à l'ambassade de Suisse en Grande-Bretagne.
En 1967, Bénédict de Tscharner rentre à Berne et rejoint l'office fédéral des affaires économiques extérieures (OFAEE, ancienne Division du commerce) du DFEP comme ministre plénipotentiaire ; il est alors promu ambassadeur et délégué du Conseil fédéral aux accords commerciaux en 1980. Son cahier des charges comporte les affaires énergétiques internationales ainsi que les relations économiques avec le Moyen-Orient, puis avec les pays à économie d'État. Après avoir brièvement servi comme commissaire général de la XXVe Conférence internationale de la Croix-Rouge et du Croissant-Rouge à Genève en 1986, il est nommé chef de la mission suisse auprès des CE à Bruxelles à l'époque des négociations sur l'espace économique européen. C'est à ce poste qu'il est chargé, en 1992 de déposer une demande officielle d'adhésion de la Suisse à l'UE, accompagné de Roberto Balzaretti, alors stagiaire à la mission suisse (et futur secrétaire d'État, chef de la Direction des affaires européennes). L'année suivante, il devient représentant permanent auprès des organisations internationales à Vienne et chef de la délégation suisse auprès de l'Organisation pour la sécurité et la coopération en Europe (OSCE) ; dans cette dernière fonction il est en particulier responsable de la présidence suisse de l'organisation en 1996.
De 1997 à 2002, Bénédict de Tscharner est ambassadeur de Suisse en France. Il prend sa retraite en 2002, et publie la même année Profession ambassadeur , un livre de souvenirs dans lequel il affiche son scepticisme sur les chances de succès à long terme des négociations bilatérales avec l'Union européenne. Il déclare à cette occasion : « Il est illusoire de croire que l'on peut réinventer les règles européennes par voie bilatérale. Et l'UE a de très fortes réticences à accorder des exemptions à un pays qui se trouve au centre de l'Europe ».
De 2002 à 2013, il préside la Fondation pour l'histoire des Suisses dans le monde (Musée du Château de Penthes à Pregny-Chambésy), enseigne et rédige des biographies historiques sur des « Suisses dans le monde ».
Il meurt à Genève le 12 novembre 2019.

## Décoration
- Officier de la Légion d'honneur (décembre 2005)

## Publications
- Profession ambassadeur : diplomate suisse en France, Yens-sur-Morges, éditions Cabédita, 2002
- Johann Konrad Kern : homme d'État et diplomate, Pregny-Chambésy, éditions de Penthes, 2005
- Giuseppe Motta : homme d'État suisse, Pregny-Chambésy, éditions de Penthes, 2007
- Albert Gallatin : genevois au service des États-Unis d'Amérique, Pregny-Chambésy, éditions de Penthes, 2008
- Soldats : diversité des destins d'hier et d'aujourd'hui, Pregny-Chambésy, éditions de Penthes, 2010
- Suissesses dans le monde, Pregny-Chambésy, éditions de Penthes, 2010avec Laurence Deonna
- INTER GENTES : hommes d'État, diplomates, penseurs politiques, Pregny-Chambésy, éditions de Penthes, 2012

## Archives
Les archives de Bénédict de Tscharner ont été remises à la Fondation Jean Monnet pour l'Europe en 2018. Elles couvrent l'ensemble de sa carrière.
Fonds Bénédict de Tscharner (1953-2018) [papier ; 1.94 mètres linéaires d'archives].  Cote : CH-002032-0 ABVT. Lausanne : Fondation Jean-Monnet pour l'Europe (présentation en ligne).